# Maurizio Arena
Maurizio Arena (26 de diciembre de 1933 - 21 de noviembre de 1979) fue un actor cinematográfico y televisivo de nacionalidad italiana.

## Biografía
Nacido en Roma, Italia, su verdadero nombre era Maurizio Di Lorenzo, y era hermano de Rossana Di Lorenzo. Eligió el nombre artístico de Arena en homenaje a la actriz Anna Arena, con la que estuvo ligado sentimentalmente durante unos años, a pesar de la diferencia de edad. Arena fue muy famoso, sobre todo en los años 1950, gracias al éxito de la trilogía de Dino Risi Poveri ma belli, Belle ma povere y Poveri milionari, encarnando al personaje romano de origen modesto, joven, guapo y apático.
Arena también probó la faceta de director cinematográfico, aunque sin mucho éxito. Produjo y protagonizó en 1960 el film Il principe fusto, en el cual aparecían sus padres. La película anticipaba en cierto modo la falta de afinidad con los valores de una determinada aristocracia romana, como demostró en contraste su relación sentimental con María Beatriz de Saboya ocho años más tarde.
Como otros muchos de sus colegas actores, Arena también se dedicó a la canción, y en los últimos años de su corta vida se presentó como sanador. Maurizio Arena falleció en noviembre de 1979 en Roma, Italia, a los 45 años de edad, a causa de un infarto agudo de miocardio que sufrió en su casa del distrito romano de Casal Palocco.

## Filmografía

### Director
- Il principe fusto (1960) - (también guionista, productor y compositor)
- Gli altri, gli altri e noi (1967)

### Actor

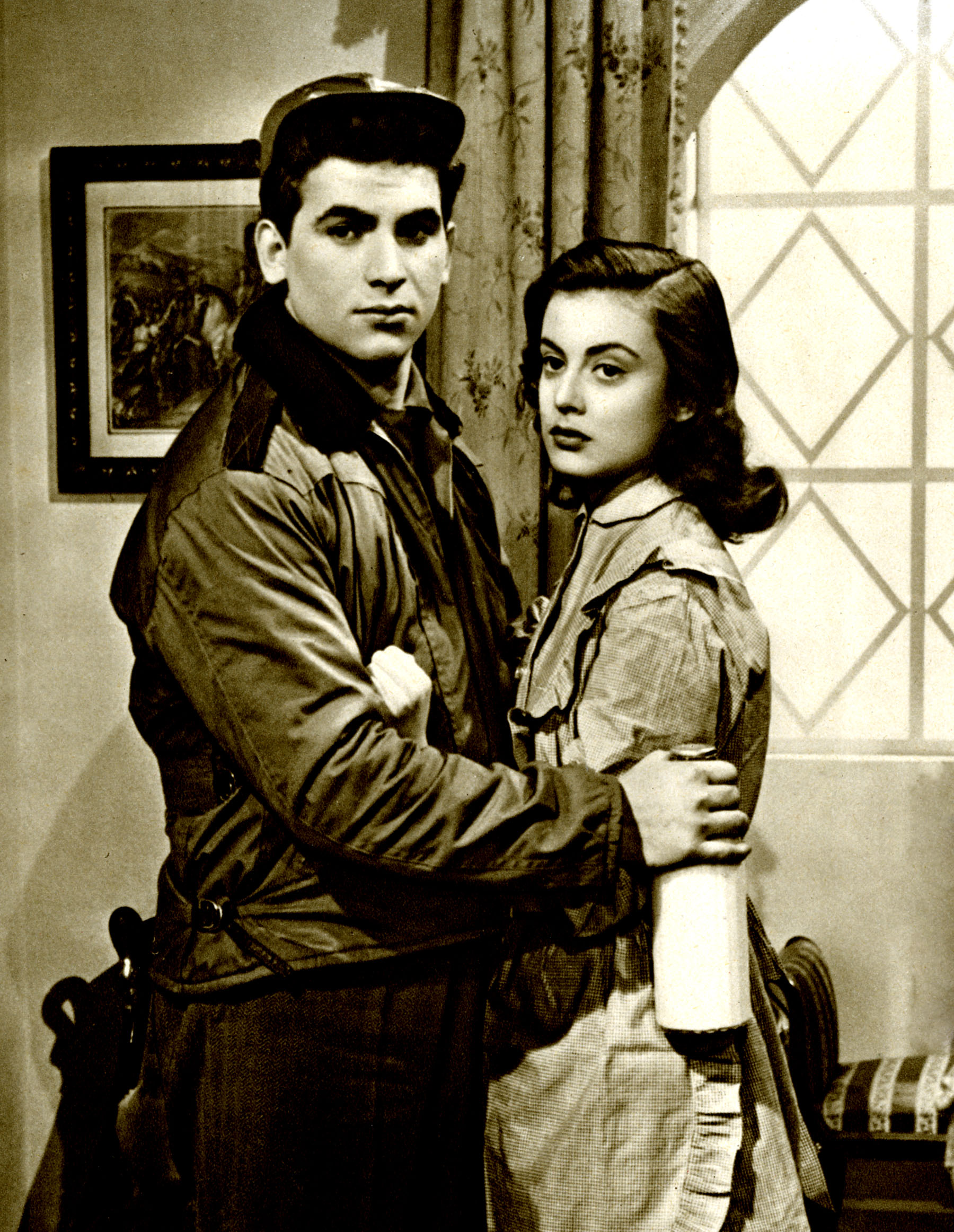
Maurizio Arena y Annamaria Ferrero en una foto para un cartel de Siamo tutti inquilini.

| - La figlia del diavolo (1952) - Bellezze in moto-scooter (1952) - Villa Borghese (1953) - La lupa (1953) - Roman Holiday (1953) - Tormento d'anime (1953) - Siamo tutti inquilini (1953) - Un giorno in pretura (1954) - Peppino e la vecchia signora (1954) - Tripoli, bel suol d'amore (1954) - Racconti romani (1955) - Il segno di Venere (1955) - Totò e Carolina (1955) - La porta dei sogni (1955) - Processo all'amore (1955) - Accadde di notte (1956) - Sangue di zingara (1956) - Napoli, sole mio! (1956) - Il giglio infranto (1956) - Tempo di villeggiatura (1956) - Vacanze a Ischia (1957) - Un angelo è sceso a Brooklyn (1957) - Il diavolo nero (1957) - Belle ma povere (1957) - Buongiorno primo amore! (1957) - Il cocco di mamma (1957) - Poveri ma belli (1957) - Marinai, donne e guai (1958) - Valeria ragazza poco seria (1958) - Gli italiani sono matti (1958) - Caporale di giornata (1958) - Amore e guai (1958) - Un uomo facile (1958) - Via col... paravento (1958) - Il terrore dell'Oklahoma (1959) - La duchessa di Santa Lucia (1959) | - Policarpo, ufficiale di scrittura (1959) - Avventura a Capri (1959) - Simpático mascalzone (1959) - Il magistrato (1959) - Poveri milionari (1959) - Noi siamo due evasi (1960) - Il principe fusto (1960) - Tu che ne dici? (1960) - Blond mub man sein auf Capri (1961) - Il carabiniere a cavallo (1961) - Le magnifiche 7 (1961) - I soliti rapinatori a Milano (1961) - Fra' Manisco cerca guai (1961) - Pugni pupe e marinai (1961) - Maurizio, Peppino e le indossatrici (1961) - Marcia o crepa (1962) - Il giorno più corto (1963) - La fuga (1964) - Via Veneto (1964) - Le bambole, episodio Il Trattato di Eugenetica (1965) - Il buono, il brutto, il cattivo (1966) - Il sigillo di Pechino (1967) - Gli altri, gli altri e noi (1967) - Radiografia di un colpo d'oro (1968) - Er più - Storia d'amore e di coltello (1971) - Mazzabubù... Quante corna stanno quaggiù? (1971) - Storia di fifa e di coltello - Er seguito d'er più (1972) - Anche se volessi lavorare, che faccio? (1972) - Il delitto Matteotti (1973) - Il figlioccio del padrino (1973) - Storia de fratelli e de cortelli (1974) - Per amare Ofelia (1974) - Il venditore di palloncini (1974) - Colpo in canna (1975) - Roma drogata: la polizia non può intervenire (1975) - Il sogno di Zorro (1975) - Atti impuri all'italiana (1976) - Vai col liscio (1976) - Telefoni bianchi (1976) - Puttana galera! (1976) - Remo e Romolo - Storia di due figli di una lupa (1976) - La padrona è servita (1976) - La bidonata (1977) - Pugni, dollari e spinaci (1978) |